# Statuia Sfântului Ioan Nepomuk din Sânnicolau Mare
Statuia Sfântului Ioan Nepomuk din Sânnicolau Mare este un monument istoric aflat pe teritoriul orașului Sânnicolau Mare.